# 新社員
《新社員》是一齣再拒劇團、前叛逆男子共同製作，台灣首部BL搖滾音樂劇。由導演黃緣文，聯合編劇簡莉穎、張文華協力創作同人劇本；蔣韜擔任音樂總監；演員有張念慈、趙逸嵐、田士廣，歐陽倫(2019)、鮑奕安、沈威年、吳言凜、高華麗、呂寰宇。
該劇以腐女、動漫愛好者等，站在特定次文化族群的立場，進行劇場創作。亦希望以搖滾探討青少年成長議題，演繹關於青少年的人際關係、性／別摸索時期的高中校園故事。講述面對自我成長的關鍵時期所經歷的衝突、愛和友誼。
自2014年水源劇場首演後，2015年新北市藝文中心演藝廳、2016年衛武營國家藝術文化中心戶外園區、2019年新北市藝文中心演藝廳，四度加演。

## 劇情大綱
全國熱音社比賽將近，然而因為前任主唱離開，正面臨被迫退賽的原東寺高中搖研社，卻意外召募到，才剛從別校轉進來就讀的優等生，成為新主唱。就在練團過程中，引發一連串新舊團員的糾紛、牽涉出不同關係間的情感糾葛、老師與教官的衝突與校方的壓迫。

## 反響
自2014年首演以後，觀賞人次至今累積上萬人，連帶生成觀眾的cosplay、「二創」與「應援場」文化；並於PTT Drama 版／2014 年度口碑演出第一名。

## 原聲專輯
新社員原聲專輯，台灣首齣BL搖滾音樂劇《新社員》2014年首演於台北水源劇場，此專輯收錄13首劇中曲目，兼及部分口白。
表演者：新社員全體演員
作詞者：張文華/簡莉穎/黃緣文/蔣韜
作曲者：蔣韜
編曲者：蔣韜
編劇：簡莉穎
樂團名稱：《新社員》
現場樂團：吉他/劉子齊 貝斯/吳俊佑 鍵盤/曾韻方 鼓手/林宏宇
劇團名稱：前叛逆男子
錄音製作：蔣韜

### 曲目
1. 序曲-奔馳在心中的這件事
2. 七點二十分的反省
3. 我和你的影子
4. 戀愛白癡
5. 搖滾日子
6. 超完美執事
7. 用盡全力無法抗拒
8. 喜歡所以喜歡
9. 考試時間
10. 考試之神降臨(BL之神降臨)
11. 仿聲鳥
12. 晴天的雲
13. 跑吧美樂斯 (LIVE)
14. 你還會對我說 (LIVE)

### 書籍
- 簡莉穎. . 2016. ISBN 978-986-93744-0-8 （中文（臺灣））.

### 論文
1. 楊世全.  (碩士论文). 國立臺北藝術大學. 2017.
2. 王立民.  (碩士论文). 國立臺灣藝術大學. 2023.

### 網頁
1. 李屏瑤. . OKAPI閱讀生活誌. 2014-11-14 （中文（臺灣））.

## 外部連結
- 官方网站
- 七點二十分的反省